# 望江楼古建筑群
望江樓古建築群位于中国成都市武侯区望江路的望江楼公园内，东临锦江，是成都市的标志性古建筑物之一。1991年4月16日公佈其中的崇麗閣為四川省第三批文物保護單位。2006年5月25日列為第六批全國重點文物保護單位。
望江樓古建築群包括薛濤井、濯錦樓、吟詩樓、崇麗閣、浣箋亭、五雲仙館、泉香榭、流杯池、清婉室等。望江樓古建築群集建築、園林、文化、書法藝術於一體，是歷史文化名城成都的標誌。
望江楼古建筑群为纪念唐代诗人薛涛的园林建筑。相传薛涛曾在此汲取井水，手制诗笺“薛涛笺”，并在此留下了许多诗句。园内尚存有薛涛井。为了纪念薛涛，明清两代先后在这里建起了崇丽阁、濯锦楼、浣笺亭、五云仙馆、流杯池和泉香榭等建筑，构成了极富四川风格的园林建筑群。民国时望江楼被辟为望江楼公园。薛涛爱竹，望江楼公园也以竹为特色，竹品种多达100余种，其中有许多珍品。
- 薛涛井
- 濯锦楼
- 吟诗楼
- 浣笺亭
- 五云仙馆
- 流杯池
- 清婉室
- 国保碑